# Zsolt Beöthy

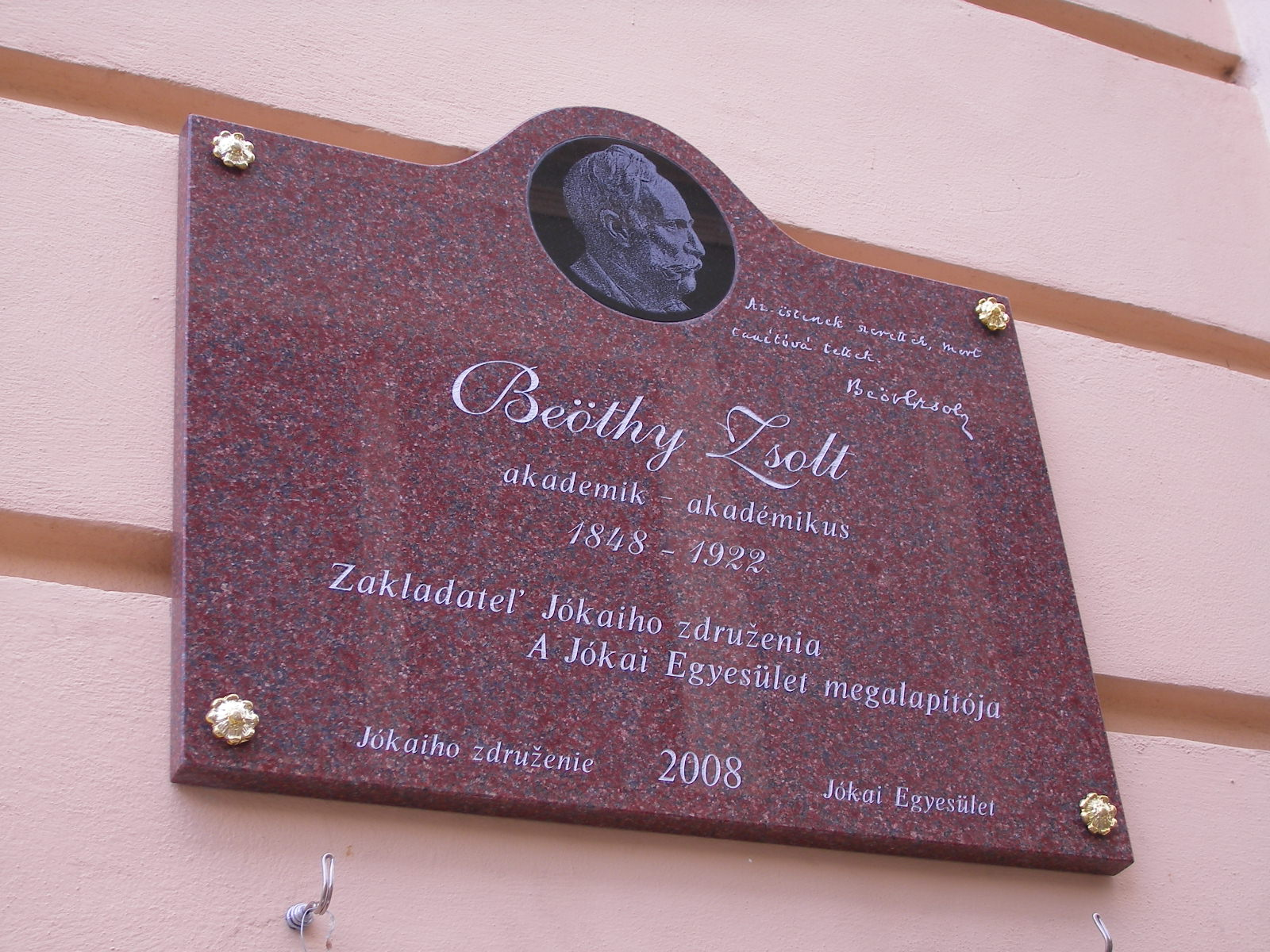
O placă în memoria lui Zsolt Beöthy pe clădirea Muzeului Dunării din Komárom.

Zsolt Beöthy (n. 4 septembrie 1848, Buda, Imperiul Austriac – d. 18 aprilie 1922, Budapesta, Regatul Ungariei) a fost un istoric literar, critic literar și profesor maghiar, membru al Academiei Maghiare de Științe și secretar, apoi președinte al Societății Kisfaludy. Critic literar conservator, el a fost una dintre cele mai importante figuri ale literaturii maghiare de la sfârșitul secolului al XIX-lea și începutul secolului al XX-lea.

## Familie
Tatăl său a fost Zsigmond Beöthy (1819-1896), poet, scriitor și jurist, iar mama lui a fost Jozefa Sántha. S-a căsătorit cu Szidi Rákosi, cu care a avut doi copii: László (n. 13 aprilie 1873) și Zsigmond (n. 1875).

## Biografie
Beöthy a studiat la Universitatea din Pesta (acum Universitatea Eötvös Loránd) între 1867 și 1870, iar din anul 1870 până în 1871 a studiat la Universitatea din Viena și la Universitatea din München. Între anii 1871 și 1875 a fost funcționar la Ministerul de Finanțe. În 1872 s-a căsătorit cu actrița Szidi Rákosi. A început de atunci o carieră de scriitor. Între 1873 și 1874 a lucrat ca redactor-șef al săptămânalului social, politic, literar și artistic Athenaeum. 
În 1875 a devenit profesor și în 1877 a obținut titlul de doctor în filosofie; în același an a divorțat de actrița Szidi Rákosi. El a predat la o școală reală din 1875 până în 1882, ca profesor la o universitate particulară din 1878, apoi din 1883 ca profesor de estetică la câteva universități, inclusiv la Universitatea din Budapesta (azi Universitatea Eötvös Loránd). El a ținut, la un moment dat, prelegeri despre filosoful marxist György Lukács. În perioada 1915-1916 a fost rector al universității. Între anii 1890 și 1920 a fost președinte al Comisiei Naționale pentru Evaluarea Profesorilor din Budapesta. Începând din 1903 a fost un membru al Camerei Magnaților.
În 1877 a fost ales membru corespondent al Academiei Maghiare de Științe, apoi în 1884 a devenit membru titular. A fost ales șef de secție în 1893, apoi a îndeplinit funcția de vicepreședinte II (1910-1913).
A fost membru al Societății Kisfaludy din 1876, îndeplinind funcțiile de secretar (1879-1900) și președinte (1900-1922). A mai îndeplinit funcțiile de președinte al Asociației Naționale a Profesorilor de Liceu (1893-1907) și președinte al Societății de istorie literară maghiară (1911-1919).

## Premii
- Premiul Greguss al Societății Kisfaludy (pentru A magyar irodalom kis-tükre);
- Premiul MTA Karácsonyi (pentru A tragikum);
- Emblema Pro litteris et artibus (1899).

## Colecția de artă
Colecția sa de artă egipteană de importanță națională a ajuns, după moartea sa, în Suedia.

## Lucrări
- Novelláskötetek
- Kálozdy Béla (roman, I-II, Budapesta, 1875);
- A magyar nemzeti irodalom történeti ismertetése (storia literară pentru școlile secundare, I-II, Budapesta, 1877–1879, 14 ediții)
- Ráskai Lea (versuri, Budapesta, 1881);
- Színműírók és színészek (Budapesta, 1882);
- A tragikum (Budapesta, 1885);
- A szépprózai elbeszélés a régi magyar irodalomban (I-II; Budapesta, 1886–1887);
- Színházi esték (Budapesta, 1895);
- A magyar irodalom kis-tükre (Budapesta, 1896; ediția a VII-a a fost prefațată de Lajos Kéky în 1930);
- A művészetek története (I-III. 1905. 12. szerk.);
- Romemlékek (Tanulmányok, beszédek, cikkek, I-II, Budapesta,
- (Szerk.) A magyar irodalom története (I-II, Budapesta, 1893–1895)